# Auguste Staudinger
Auguste Staudinger (* 22. April 1852 in Darmstadt; † 16. November 1944 ebenda; geborene Wenck) war eine deutsche Frauenrechtlerin.

## Leben
Staudinger, evangelischer Konfession, wurde als Tochter des Arztes Emil Wenck und dessen Ehefrau, Johanna Schenck, in Darmstadt geboren. Staudinger heiratete 1875 den Gymnasialprofessor Franz Staudinger; aus der Ehe gingen vier Kinder hervor:
- Wilhelm (* 8. April 1877, † 25. Juni 1969), Zoodirektor
- Luise (* 1. August 1879, † 8. Mai 1967), Bildhauerin
- Hermann (* 23. März 1881, † 8. September 1965), Chemiker und Nobelpreisträger
- Hans (* 16. August 1889, † 25. Februar 1980), Professor für Volkswirtschaftslehre

Staudinger war die Gründerin der Darmstädter Ortsgruppe des Allgemeinen Deutschen Frauenvereins und, bis 1906, deren erste Vorsitzende.